# Desa Ambit (administrativ by i Indonesien, lat -6,85, long 108,01)
Desa Ambit är en administrativ by i Indonesien.   Den ligger i provinsen Jawa Barat, i den västra delen av landet, 150 km sydost om huvudstaden Jakarta.